# Ljubotyn
Ljubotyn (in ucraino Люботин?, in russo Люботин?, Ljubotin) è una città (20 001 abitanti) situata nel distretto di Charkiv nell'oblast' di Charkiv, in Ucraina. Ospita l'amministrazione della comunità territoriale di Ljubotyn, una delle comunità territoriali dell'Ucraina.
Fino al 18 luglio 2020 Ljubotyn era classificata come città di rilevanza regionale e apparteneva al comune di Ljubotyn, ma non al distretto di Ljubotyn. Come parte della riforma amministrativa dell'Ucraina, che ha ridotto a sette il numero dei distretti dell'oblast' di Charkiv, la città è stata inclusa nel distretto di Charkiv.
Questa città fu fondata nel 1650.